# لاحج النوفلی
لاحج النوفلی (انگلیسی: Lahej Al-Nofali؛ زادهٔ ۱۵ آوریل ۱۹۹۰) بازیکن فوتبال اهل امارات متحده عربی است.